# NGC 6546
NGC 6546 (również OCL 24 lub ESO 521-SC29) – gromada otwarta znajdująca się w gwiazdozbiorze Strzelca. Odkrył ją John Herschel 27 czerwca 1837 roku. Jest położona w odległości ok. 3,1 tys. lat świetlnych od Słońca.